# العلاقات المالطية الناوروية
العلاقات المالطية الناوروية هي العلاقات الثنائية التي تجمع بين مالطا وناورو.

## مقارنة بين البلدين
هذه مقارنة عامة ومرجعية للدولتين:
| وجه المقارنة                                              | مالطا                                                     | ناورو                          |
| --------------------------------------------------------- | --------------------------------------------------------- | ------------------------------ |
| المساحة (كم2)                                             | 316                                                       | 21                             |
| عدد السكان (نسمة)                                         | 465.29 ألف                                                | 10.08 ألف                      |
| الكثافة السكانية (ن./كم²)                                 | 147.24 ألف                                                | 48.00 ألف                      |
| العاصمة                                                   | فاليتا                                                    | ضاحية يارين                    |
| اللغة الرسمية                                             | اللغة المالطية، لغة إنجليزية                              | اللغة الناورونية، لغة إنجليزية |
| العملة                                                    | يورو، ليرة مالطية                                         | دولار أسترالي                  |
| الناتج المحلي الإجمالي (بليون دولار)                      | 12.54 مليار                                               | 113.88 مليون                   |
| الناتج المحلي الإجمالي (تعادل القوة الشرائية) بليون دولار | 14.68 مليار                                               | 162.98 مليون                   |
| الناتج المحلي الإجمالي الاسمي للفرد دولار أمريكي          | 22.60 ألف                                                 | 9.83 ألف                       |
| الناتج المحلي الإجمالي للفرد دولار أمريكي                 |                                                           |                                |
| مؤشر التنمية البشرية                                      | 0.839                                                     |                                |
| رمز المكالمات الدولي                                      | +356                                                      | +674                           |
| رمز الإنترنت                                              | .mt                                                       | .nr                            |
| المنطقة الزمنية                                           | توقيت وسط أوروبا، ت ع م+01:00، ت ع م+02:00، أوروبا/مالطا ‏ | ت ع م+12:00                    |

## منظمات دولية مشتركة
يشترك البلدان في عضوية مجموعة من المنظمات الدولية، منها:
| علم المنظمة | اسم المنظمة                   | تاريخ انضمام مالطا | تاريخ انضمام ناورو |
| ----------- | ----------------------------- | ------------------ | ------------------ |
|             | منظمة الشرطة الجنائية الدولية | ?                  | ?                  |
|             | يونسكو                        | 10 فبراير 1965     | 17 أكتوبر 1996     |
|             | منظمة حظر الأسلحة الكيميائية  | ?                  | ?                  |
|             | الاتحاد البريدي العالمي       | ?                  | ?                  |
|             | دول الكومنولث                 | ?                  | ?                  |
|             | الأمم المتحدة                 | 1 ديسمبر 1964      | 14 سبتمبر 1999     |
|             | الاتحاد الدولي للاتصالات      | 1965               | 10 يونيو 1969      |

## وصلات خارجية
- موقع وزارة الخارجية المالطية